# ザ・パンチジャーナル
ザ・パンチジャーナルは、ニッポン放送の金曜日夜の時間帯で、1966年4月15日から1969年3月28日まで放送されていたラジオ番組。
討論を主としたトーク中心の番組。スポンサーは三洋電機。

## 概要
毎週迎えたゲストと、大学生、受験生、社会人らが中心の一般参加者30人～60人ほどがスタジオに集まり、毎週テーマを決めて話し合ったり、討論したりしたその模様を放送していた番組である。スタジオでの放送が中心であったが、中にはホールに700人を集めて公開録音を行ったり、街頭で行われていた学生主催の討論会にマイクを持ち込んで録音を行ったこともあった。その他、大学祭やデパートなど、人の集まる所へ出掛けての収録も行っていた。
テーマは世相、社会問題から恋愛、金銭の問題まで多く採り上げられた。その中で、「十八歳未満お断り」（1967年6月2日）、「シアワセすぎて…」（1968年4月19日）、「高校生仁義」（1968年9月27日）などでは一般参加者を全て高校生にしたり、「フーテン族集合!」（1967年8月11日）では、当時フーテン族と言われた34人が一堂にスタジオに集結したということもあった。
中にはゲストと参加者が激しくやりあったこともあり、ビートルズファンとアンチビートルズ派約30人ずつを迎えた「くたばれビートルズ!」の回（1966年5月27日）では、アンチビートルズ派として出演した評論家の小汀利得が、「反体制音楽」「日本武道館を使わせるな」などと口を極めてビートルズ批判を展開し、ビートルズファンの参加者と口喧嘩のような状態になったというエピソードがある。
司会は当初、高崎一郎（当番組の前番組『ベスト・ヒット・パレード 今週のベスト20』のパーソナリティも務めた）と安井かずみだったが、1966年7月頃から菊池貞武（当時ニッポン放送アナウンサー）と安井の2人になり、その後菊池一名での司会となった。ディレクターは上野修と、当時はディレクターだった亀渕昭信、構成は劇作家の内田栄一が務めた。なお、内田はゲスト出演者として討論、トークに参加していた時もあった。

## 放送時間
- 毎週金曜日 19:00〜20:00 （1966年4月15日〜1967年9月29日）
- 毎週金曜日 20:00〜21:00 （1967年10月6日〜1968年9月27日）
- 毎週金曜日 20:30〜21:30 （1968年10月4日〜1969年3月28日）

## 主なゲスト
- 野坂昭如
- 野末陳平
- 小汀利得
- 藤原弘達（当時明治大学教授）
- 寺山修司
- 森村桂
- うらべまこと（服飾研究家）
- 影山裕子（当時電電公社調査役、のち評論家、日本有職婦人クラブ会長、和光大学名誉教授）
- 無着成恭（当時明星学園教諭）
- 川内康範
- 湯川れい子
- 水森亜土
- 本明寛
- 関根弘
- 佐野美津男（評論家）
- 俵萌子
- 阿部進
- 岡田眞澄
- 石堂淑朗
- 重松敬一（教育評論家）
- 暉峻康隆（当時早稲田大学教授）
- 石川弘義（当時成城大学講師）
- 藤島泰輔
- 淡谷のり子
- 立川談志
- 中島誠（作家）
- 川村都（イラストレーター）
- 増田貴光（映画評論家）
- 真鍋博（イラストレーター）

## 放送リスト

### 1966年
| 回数 | 放送日   | テーマ                           | ゲスト                                         | 備考 |
| ---- | -------- | -------------------------------- | ---------------------------------------------- | ---- |
| 1    | 4月15日  |                                  | 野坂昭如                                       |      |
| 2    | 4月22日  |                                  | 野坂昭如                                       |      |
| 3    | 4月29日  |                                  | 野末陳平                                       |      |
| 4    | 5月6日   |                                  |                                                |      |
| 5    | 5月13日  |                                  | 野末陳平                                       |      |
| 6    | 5月20日  |                                  | 野坂昭如、三國一朗                             |      |
| 7    | 5月27日  | くたばれビートルズ!              | 福田一郎、星加ルミ子、和田則彦、小汀利得       |      |
| 8    | 6月3日   | 落語人生論                       | 藤原弘達、野末陳平                             |      |
| 9    | 6月10日  | 学歴はほんとに無用か             | 水谷雅一、野坂昭如、村田宏雄                   |      |
| 10   | 6月17日  | スパルタ万才                     | 大松博文、野坂昭如                             |      |
| 11   | 6月24日  | オレたちは大人か子どもか?        | 内藤文質、奈良井祥、野末陳平                   |      |
| 12   | 7月1日   | 大学生とキャンパス・ファッション | 野坂昭如                                       |      |
| 13   | 7月8日   | 恋愛は遊びか                     | 寺山修司、野末陳平                             |      |
| 14   | 7月15日  | 愛をめとらば短大生?              | 野坂昭如                                       |      |
| 15   | 7月22日  | 学生とお金もうけ                 | 邱永漢、野末陳平                               |      |
| 16   | 7月29日  | じゃじゃ馬女性論                 | 藤原弘達、森村桂                               |      |
| 17   | 8月5日   | 今どきの若い者は…                | 小汀利得、橘家圓蔵                             |      |
| 18   | 8月12日  | レディ・ファーストというけれど   | 野坂昭如                                       |      |
| 19   | 8月19日  | 男ならやってみろ                 | うらべまこと                                   |      |
| 20   | 8月26日  | 大学生にもの申す                 | 影山裕子、野坂昭如                             |      |
| 21   | 9月2日   | アンチ族集まれ!                  | 岡本太郎、石井好子                             |      |
| 22   | 9月9日   | 涙くんさよなら                   | 平井賢                                         |      |
| 23   | 9月16日  | 幸せだなあ!                      | 寺山修司、野末陳平、森村桂                     |      |
| 24   | 9月23日  | 期待されるオヤジ・オフクロ像     | 北条誠、北条暁、夏川静枝、夏川かほる、早川光二 |      |
| 25   | 9月30日  | 期待はされたけど…                | 無着成恭、野坂昭如                             |      |
| 26   | 10月7日  | メロドラマ恋愛論                 | 奈良井祥、伊丹十三                             |      |
| 27   | 10月14日 | 家つき・カーつき・ババぬき       | 永六輔、野末陳平、森村桂                       |      |
| 28   | 10月21日 | 気はやさしくて力なし             | 野坂昭如、影山裕子                             |      |
| 29   | 10月28日 | 愛する                           | 川内康範、湯川れい子                           |      |
| 30   | 11月4日  | 女はおしゃれ狼                   | 水森亜土、野末陳平、三保敬太郎                 |      |
| 31   | 11月11日 | オバQ大学生                      | 梶山季之、川村友夫                             |      |
| 32   | 11月18日 | きのうの友はきょうの敵           | 栗原玲児、森村桂                               |      |
| 33   | 11月25日 | 家出のすすめ                     | 寺山修司、湯川れい子                           |      |
| 28   | 12月2日  | 多角恋愛論                       | 野末陳平、水森亜土                             |      |
| 29   | 12月9日  | コンプレックス万歳               | 本明寛、関根弘                                 |      |
| 30   | 12月16日 | 浪曲人生論                       | 相模太郎、野坂昭如                             |      |
| 31   | 12月23日 | サンタクロースはやって来ない     | 佐野美津男、俵萌子                             |      |
| 32   | 12月30日 | サヨナラの美学                   | 石堂淑朗、湯川れい子                           |      |

### 1967年
| 回数 | 放送日   | テーマ                       | ゲスト                       | 備考                                                                |
| ---- | -------- | ---------------------------- | ---------------------------- | ------------------------------------------------------------------- |
| 33   | 1月6日   | チャレンジ事始め             | 寺山修司、多湖輝             |                                                                     |
| 34   | 1月13日  | 大人のライセンス             | 丹下キヨ子、野末陳平         |                                                                     |
| 35   | 1月20日  | 孤独だなあ                   | 無着成恭、森村桂             |                                                                     |
| 36   | 1月27日  | 恋愛幼稚園                   | 水森亜土、野末陳平           |                                                                     |
| 37   | 2月3日   | 明治ってなあに               | 菅原通済、佐野美津男         |                                                                     |
| 38   | 2月10日  | バレンタイン作戦             | 宇能鴻一郎、湯川れい子       |                                                                     |
| 39   | 2月17日  | 劣等性バンザイ               | 阿部進、関根弘               |                                                                     |
| 40   | 2月24日  | カッコいい!                  | 岡田眞澄、コシノジュンコ     |                                                                     |
| 41   | 3月3日   | われら浪花っ子               | 藤本義一、宇能鴻一郎         |                                                                     |
| 42   | 3月10日  | 仰げば尊し?                  | 石堂淑朗                     |                                                                     |
| 43   | 3月17日  | プロポーズ・マーチ           | 野末陳平                     |                                                                     |
| 44   | 3月24日  | 無恋愛時代                   | 重松敬一                     |                                                                     |
| 45   | 3月31日  | ガールズ・ビー・アンビシャス | 暉峻康隆、俵萌子             |                                                                     |
| 46   | 4月7日   | ダンディってなんだ?          | 野坂昭如、白石浩一           |                                                                     |
| 47   | 4月14日  | 恋は金なり                   | 野末陳平、湯川れい子         |                                                                     |
| 48   | 4月21日  | 青春は燃えているか           | 本明寛、森村桂               |                                                                     |
| 49   | 4月28日  | 貴様と俺とは                 | 田村泰次郎、蓼沼謙一         |                                                                     |
| 50   | 5月5日   | ミニ・ハピネス               | 寺山修司                     |                                                                     |
| 51   | 5月12日  | お母さん、あなたは…          | 望月優子                     |                                                                     |
| 52   | 5月19日  | ヤマト・ダマシイ             | 八田一朗、入江徳郎           |                                                                     |
| 53   | 5月26日  | ケチでいこう                 | 田中美智子、中江俊夫         |                                                                     |
| 54   | 6月2日   | 十八歳未満お断り             | 山田多嘉子、阿部進           |                                                                     |
| 55   | 6月9日   | 週刊誌と若者たち             | 安田富男、横田整三           |                                                                     |
| 56   | 6月16日  | ペッチャンコ・レディ         | 岡田眞澄、中林洋子           |                                                                     |
| 57   | 6月23日  | 勇気あるもの                 | 森村桂、佐野美津男           |                                                                     |
| 58   | 6月30日  | コネを探せ                   | 水谷雅一、丸山邦男           |                                                                     |
| 59   | 7月7日   | ダルクのような女の子         | 小森和子、石川弘義           |                                                                     |
| 60   | 7月14日  | 職を求む、当方女子大生       | 暉峻康隆、戸川エマ           |                                                                     |
| 61   | 7月21日  | 恋人ゼロ                     | 野末陳平、夏川かほる         |                                                                     |
| 62   | 7月28日  | 出世とはなんだ               | 影山裕子、関根弘、阿部満     |                                                                     |
| 63   | 8月4日   | もし君に徴兵礼状がきたら     | 寺山修司、藤島泰輔           |                                                                     |
| 64   | 8月11日  | フーテン集合!                | 関根弘、花岡太郎             | フーテン族34人をスタジオに迎える                                    |
| 65   | 8月18日  | 恋愛十戒                     | 品田雄吉                     |                                                                     |
| 66   | 8月25日  | 男尊女卑バンザイ!            | 寺山修司、博多玄海、田中節子 | 福岡市・KBCラジオにおいて収録                                       |
| 67   | 9月1日   | 親不孝教室                   | 白石浩一、佐野美津男         |                                                                     |
| 68   | 9月8日   | くたばれ・ツイッギー         | うらべまこと、石川弘義       |                                                                     |
| 69   | 9月15日  | 歌謡曲恋愛論                 | 淡谷のり子、西川辰美         |                                                                     |
| 70   | 9月22日  | 正義の味方                   | 三遊亭圓楽、本明寛           |                                                                     |
| 71   | 9月29日  | 社内結婚は是か非か           | 夏目通利、田村満喜枝         |                                                                     |
| 72   | 10月6日  | 学生らしさ                   | 無着成恭、戸川エマ           |                                                                     |
| 73   | 10月13日 | 軽薄時代                     | 石川弘義、野末陳平           |                                                                     |
| 74   | 10月20日 | 相性・家柄・持参金           | 浅野八郎、中村汀女           |                                                                     |
| 75   | 10月27日 | 日本に生れて幸せか           | 影山裕子、関根弘             |                                                                     |
| 76   | 11月3日  | 青年は荒野をめざす           | 五木寛之、渡辺貞夫           |                                                                     |
| 77   | 11月10日 | ああ純情                     | 安西愛子、宇能鴻一郎         |                                                                     |
| 78   | 11月17日 | 恋愛心理学                   | 白石浩一、水森亜土           |                                                                     |
| 79   | 11月24日 | 初恋                         | 中村メイコ、石堂淑朗         |                                                                     |
| 80   | 12月1日  | 現代親子論争                 | 楠本憲吉、藤浦洸             | 慶應義塾大学日吉キャンパス内の 三田祭で行われた公開討論の模様を放送 |
| 81   | 12月8日  | 若者キチガイ説               | 桶谷繁雄、佐野美津男         |                                                                     |
| 82   | 12月15日 | 女性のための幸福論           | 北条誠、戸川エマ             |                                                                     |
| 83   | 12月22日 | 歌謡曲人生論                 | 一節太郎、なかにし礼         |                                                                     |
| 84   | 12月29日 | ことしの風俗批判             | 石川弘義、西川辰美           |                                                                     |

### 1968年
| 回数 | 放送日   | テーマ               | ゲスト                                          | 備考 |
| ---- | -------- | -------------------- | ----------------------------------------------- | --- |
| 85   | 1月5日   | パンチいろはガルタ   | 野末陳平、三遊亭歌奴                            | |
| 86   | 1月12日  | 島国根性             | 上坂冬子、藤島泰輔                              | |
| 87   | 1月19日  | 東京の空の下で       | 阿部進、草柳大蔵                                | |
| 88   | 1月26日  | 駅前討論会           |                                                 | 池袋駅西口広場でこの年の1月16日から 約一週間行われていた、 学生、通行人らによる “青空討論会”に1月21日と1月22日、 マイクを持ち込んで収録 |
| 89   | 2月2日   | 明治が街にやってくる | 橘家圓蔵、玉川一郎                              | |
| 90   | 2月9日   | 魅力の条件           | 山野愛子、関根弘                                | モデル、スチュワーデス20人 を男女大学生10人と共にスタジオに迎える                                                                       |
| 91   | 2月16日  | 深夜族集まれ!        | 重松敬一、増田貴光、 土居まさる、今仁哲夫       | |
| 92   | 2月23日  | 最低学府             | 尾崎盛光、寺山修司                              | |
| 93   | 3月1日   | 女はケチでお金持     | 野末陳平、緑魔子                                | |
| 94   | 3月8日   | 日本は平和か         | 菅原通済、佐野美津男                            | |
| 95   | 3月15日  | 先生と先公           | 佐藤忠男、柳家つばめ                            | |
| 96   | 3月22日  | サムライ             | 大藪春彦、イーデス・ハンソン                    | |
| 97   | 3月29日  | 若者はたるんでる     | 南道郎、斎藤竜鳳                                | |
| 98   | 4月5日   | 68年度結婚の条件     | 暉峻康隆、野末陳平、左幸子                      | 東京・大手町の日経ホールにて 約700人を集め収録                                                                                          |
| 99   | 4月12日  | 盗みの倫理           | 草柳大蔵、うらべまこと、大条正義                | |
| 100  | 4月19日  | シアワセすぎて…      | ホキ徳田、藤島泰輔、関根弘                      | |
| 101  | 4月26日  | 新入社員諸君!        | 影山裕子、小山八郎                              | |
| 102  | 5月3日   | 新宿の青春           | 丸山明宏、桜井啓子、 石川弘義、内田栄一         | |
| 103  | 5月10日  | カッペ族集まれ!      | 淡谷のり子、立川談志、真鍋博                    | |
| 104  | 5月17日  | 貧乏大会             | 山口俊夫、ミッキー安川、 三遊亭圓之助           | |
| 105  | 5月24日  | これがアングラだ!    | 関根弘、片岡ユズル                              | |
| 106  | 5月31日  | ニキビの花咲くころ   | 白石浩一、池田信一                              | |
| 107  | 6月7日   | ゴキブリ恋愛論       | 野末陳平、内田栄一、高橋レナ                    | 東京・新宿での公開録音 |
| 108  | 6月14日  | 学生の力             | 中島誠、藤原弘達                                | |
| 109  | 6月21日  | ハレハレ男性論       | 松本孝、川村都                                  | |
| 110  | 6月28日  | 大学地獄編           | 篠田雄次郎、佐野美津男                          | |
| 111  | 7月5日   | スカートはゆれている | 浜野安宏、中村晃子、長谷川誠人                  | |
| 112  | 7月12日  | 新旧交差点           | 寺山修司、笠置シヅ子                            | |
| 113  | 7月19日  | 深夜の若者を追って   |                                                 | 東京・新宿にて、ある土曜日の午後8時から 午前4時まで約40人へのインタビューを 含めた録音を放送                                            |
| 114  | 7月26日  | 青春経済学           | 野末陳平、石川弘義                              | |
| 115  | 8月2日   | 不良少年             | 佐野美津男、池田信一                            | |
| 116  | 8月9日   | 恋愛未来学           | 真鍋博、ちだうい、増田貴光                      | |
| 117  | 8月16日  | 栄冠涙なし           | 益田喜頓、虫明亜呂無                            | |
| 118  | 8月23日  | ポップティーン集まれ | 富島健夫、石森章太郎、井上清                    | |
| 119  | 8月30日  | 大学番外地           | 関根弘、小沢清治、神沢惣一郎                    | |
| 120  | 9月6日   | 花嫁候補生           | 大竹智二、俵萌子、川村都                        | |
| 121  | 9月13日  | 植物人間             | 宇野亜喜良、篠山紀信                            | |
| 122  | 9月20日  | GSファン大行進       | 野末陳平、木崎義二、朝妻一郎                    | |
| 123  | 9月27日  | 高校生仁義           | 寺山修司、阿部進                                | |
| 124  | 10月4日  | 青春憲法草案         | 青島幸男、石川弘義、内田栄一                    | |
| 125  | 10月11日 | 日本のR&B            | 野末陳平、池田和歌子、糸居五郎                  | |
| 126  | 10月18日 | 渋谷61秒発言         | 野末陳平、佐藤英夫                              | 渋谷駅ハチ公像前に集まった人たちに 61秒間の発言を求め、その模様を放送 （1968年10月11日収録）                                            |
| 127  | 10月25日 | 銀座か?新宿か?       | 関根弘、川村都、萩原朔美                        | |
| 128  | 11月1日  | いじわるのすすめ     | 古今亭志ん馬 (6代目)、テディ片岡、 しとうきねお | 志ん馬は当時のテレビドラマ 『いじわるばあさん』に主演                                                                                   |
| 129  | 11月8日  | 歌謡曲青春論         | 佳川ヨコ、林家木久蔵                            | |
| 130  | 11月15日 | 平均的大学生論       | 宇野亜喜良、石川弘義                            | |
| 131  | 11月22日 | ファッション団交     | 石津謙介、古波蔵保好、 堀内美紀、高木弓         | 男女50人を集め、 東京・銀座のデパートにて公開録音                                                                                       |
| 132  | 11月29日 | 大学留年問題         | 尾崎盛光、池田信一、中島誠                      | |
| 133  | 12月6日  | 高校生の大学告発     | 無着成恭、佐野美津男                            | |
| 134  | 12月13日 | 善男・悪女時代       | 川村都、沢たまき、増田貴光                      | |
| 135  | 12月20日 | 男の歌・軍歌         | 水前寺清子、川内康範、野末陳平                  | |
| 136  | 12月27日 | 1968年の青春         | 石川弘義、関根弘、松本孝                        | |

### 1969年
| 回数 | 放送日  | テーマ                 | ゲスト                                                         | 備考                                                                           |
| ---- | ------- | ---------------------- | -------------------------------------------------------------- | ------------------------------------------------------------------------------ |
| 137  | 1月3日  | 大和魂は死んだか?      | ミッキー安川、相模太郎、森山良子                               |                                                                                |
| 138  | 1月10日 | 書を捨てよ町へ出よう   | 寺山修司                                                       |                                                                                |
| 139  | 1月17日 | 69年型恋愛論           | 野末陳平、増田貴光                                             |                                                                                |
| 140  | 1月24日 | 男性不在論             | 川村都、ちだうい、岩崎トヨ子                                   |                                                                                |
| 141  | 1月31日 | ヘソ曲がり人生論       | 立川談志、佐野美津男                                           |                                                                                |
| 142  | 2月7日  | 東西交流若い寄席       | 林家木久蔵、柳家さん治、 三遊亭円弥、桂朝丸、 桂春蝶、月亭可朝 | 1969年1月31日、東京・上野の鈴本演芸場 にて収録。落語の将来について語り合った。 |
| 143  | 2月14日 | ナンセンスの論理       | 関根弘、松本孝                                                 |                                                                                |
| 144  | 2月21日 | 科学的恋愛論           | 筒井康隆、増田貴光                                             |                                                                                |
| 145  | 2月28日 | 仰げば尊し             | 阿部進、品田雄吉                                               |                                                                                |
| 146  | 3月7日  | ことしの結婚総点検     | 白石浩一、ユキ松田                                             |                                                                                |
| 147  | 3月14日 | 昭和元禄か、昭和戦国か | 小中陽太郎                                                     |                                                                                |
| 148  | 3月21日 | 涙の季節               | なかにし礼                                                     |                                                                                |
| 149  | 3月28日 | 騒乱の青春             | 石川弘義、関根弘、中島誠、 内田栄一、野末陳平                  |                                                                                |